# Holger Schmidt (Leichtathlet)
Holger Schmidt (* 11. Januar 1957 in Gießen) ist ein ehemaliger deutscher Leichtathlet.

## Sportliche Karriere
Holger Schmidt begann seine Laufbahn bei der LG Gießen und wechselte dann zum TV Wattenscheid 01. 1982 und 1983 war er beim USC Mainz.
Bei den Deutschen Meisterschaften 1982 war Holger Schmidt Fünfter im Zehnkampf und 1983 wurde er Dritter. In der Mannschaftswertung siegte 1982 der USC Mainz mit Siegfried Wentz, Guido Kratschmer und Holger Schmidt, die mit 24.464 Punkten einen neuen Deutschen Mannschaftsrekord aufstellten. 1983 gewann das Mainzer Team mit Wentz, Schmidt und Jens Schulze.
Holger Schmidt trat zwischen 1976 und 1981 neunmal im Nationaltrikot an. Bei den Europameisterschaften 1978 in Prag belegte Schmidt mit 7829 Punkten den neunten Platz.